# Оллолаи
Оллолаи (итал. Ollolai) — коммуна в Италии, располагается в регионе Сардиния, подчиняется административному центру Нуоро.
Население составляет 1579 человек, плотность населения составляет 57,75 чел./км². Занимает площадь 27,34 км². Почтовый индекс — 8020. Телефонный код — 0784.
Покровителем населённого пункта считается Архангел Михаил. Праздник ежегодно празднуется 29 сентября.